# Swartzska huset

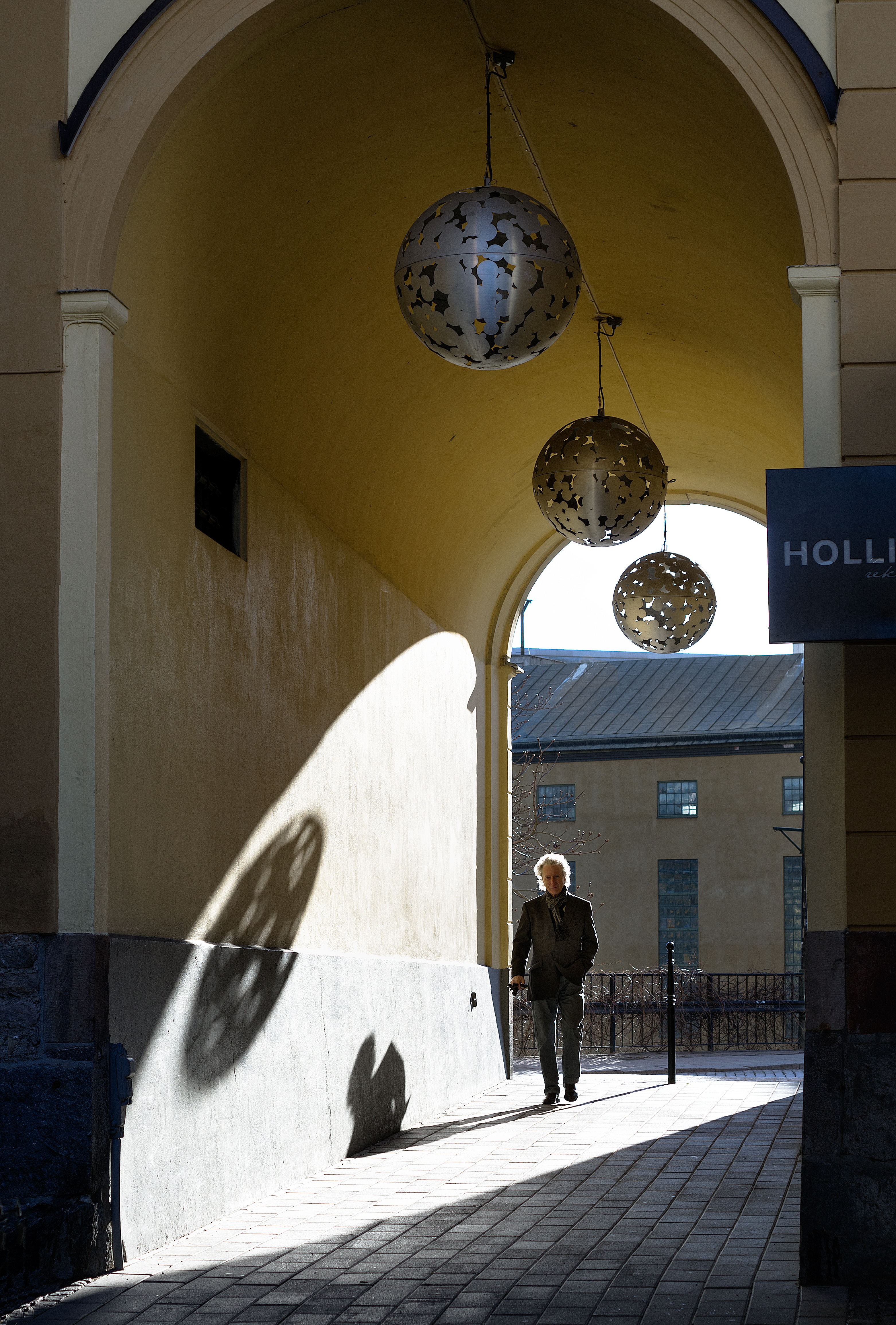
Portgång mellan Järnbrogatan och gården

Swartzska huset är ett byggnadsminnesförklarat hus i Norrköping.
Swartzska huset uppfördes 1837-1842 med John Swartz den yngre som byggherre efter ritningar av Carl Theodor Malm. Släkten Swartz drev sedan 1761 en snusfabrik på den samma år  Knäppingsborg en snusfabrik som fanns kvar till 1931. 
Huset har en ännu idag oförändrad empirefasad mot Järnbrogatan. Undervåningen användes till kontor och övervåningen till bostad. Mot norr ledde stora dörrar ut mot trädgården, som ursprungligen gick ända ner till vattnet.
Sonen Erik Swartz (1817-1881) övertog bostaden och gjorde vissa förändringar 1876, då han bland annat offrade kanalträdgården för att bättre kunna utnyttja vattenkraften. När kraftverket Bergsbron-Havet byggdes på 1920-talet, lades schaktmassorna upp bland annat i det som nu är Strömparken.
Pehr Swartz (1860-1939) gjorde 1897 den mest genomgripande förändringen i bostadsvåningen. Arkitekt för ombyggnaden var Agi Lindegren. 
Bostadsvåningen disponeras sedan 1981 av Föreningen Gamla Norrköping.